# Stor-Baksjön (Vilhelmina socken, Lappland)
Stor-Baksjön är en sjö i Vilhelmina kommun i Lappland och ingår i Ångermanälvens huvudavrinningsområde. Sjön har en area på 0,307 kvadratkilometer och ligger 345,9 meter över havet. Sjön avvattnas av vattendraget Rulltuvbäcken.

## Delavrinningsområde
Stor-Baksjön ingår i det delavrinningsområde (715998-155422) som SMHI kallar för Mynnar i Lill-Holmsjön. Medelhöjden är 408 meter över havet och ytan är 16,01 kvadratkilometer. Räknas de 3 avrinningsområdena uppströms in blir den ackumulerade arean 27,75 kvadratkilometer. Rulltuvbäcken som avvattnar avrinningsområdet har biflödesordning 4, vilket innebär att vattnet flödar genom totalt 4 vattendrag innan det når havet efter 292 kilometer. Avrinningsområdet består mestadels av skog (72 procent) och sankmarker (13 procent). Avrinningsområdet har 0,55 kvadratkilometer vattenytor vilket ger det en sjöprocent på 3,5 procent.